# Javaenia bataviana
Javaenia bataviana är en mångfotingart som beskrevs av Chamberlin 1944. Javaenia bataviana ingår i släktet Javaenia, ordningen jordkrypare, klassen enkelfotingar, fylumet leddjur och riket djur. Inga underarter finns listade i Catalogue of Life.